# Bastonets

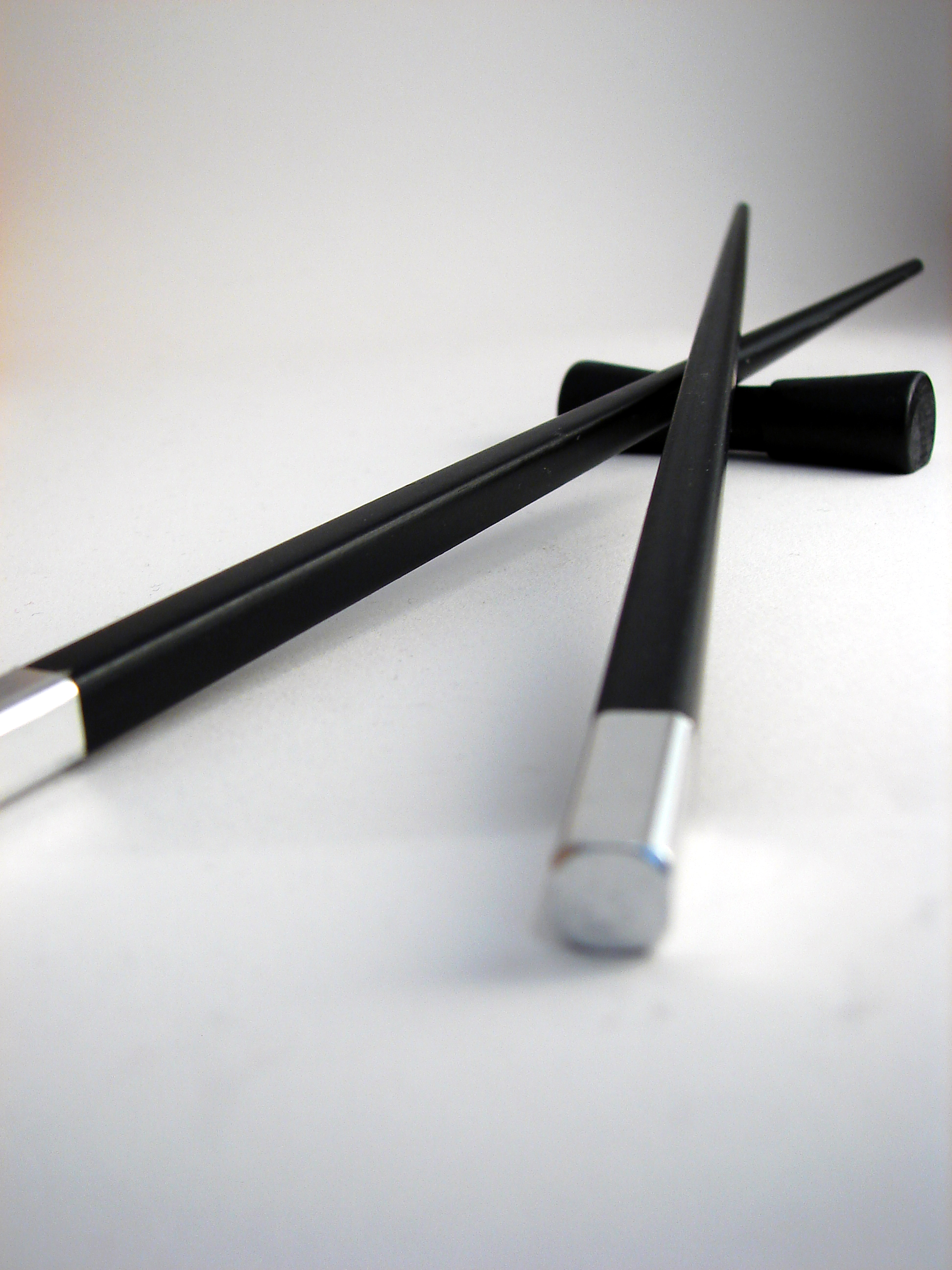
Bastonets amb el seu suport

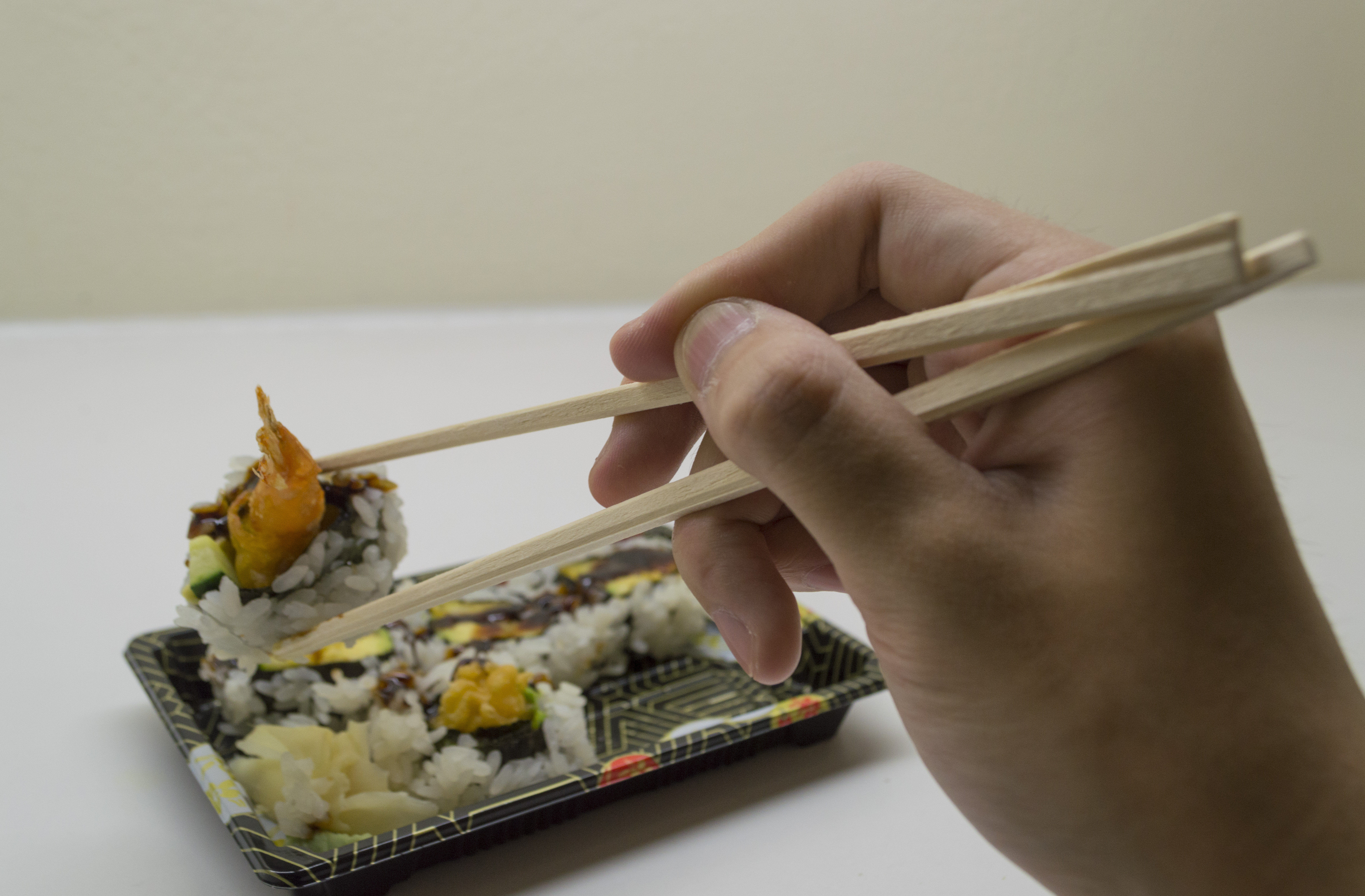
Bastonets en acció

Els bastonets o bastonets xinesos, (xinès simplificat: 筷子, pinyin: kuàizi) són un parell de petits pals punxeguts de similar longitud, utensilis tradicionals usats per a menjar a l'Extrem Orient (Xina, Japó, Corea i Vietnam), així com a Tailàndia, on estan limitats només a les sopes i els fideus des que el rei Rama V introduís en segle xix els utensilis occidentals. Els bastonets es fabriquen normalment en bambú. Es creu que en el palau imperial xinès s'usaven bastonets de plata per a detectar verí en els menjars reals.
La paraula mandarina per als bastonets és kuàizi (筷子) o kuài'er (筷兒), que significa «els objectes de bambú per menjar ràpidament». No obstant això, originalment en xinès clàssic i en alguns dialectes com el minnan, s'usa la paraula 箸 (Pinyin ù,/ Minnan di8), possiblement només és un caràcter fonètic que indica merament que l'objecte està fet de bambú. 箸 (zhu), que es pronuncia igual que 住 o 駐 (literalment, «parar»), és tabú en els vaixells perquè implicaria detenir el viatge. Per això, els xinesos van començar a anomenar bastonets kuai), que té la mateixa arrel i es pronuncia igual que 快, «ràpid», que és la velocitat a la qual es voldria viatjar en un vaixell.

## Història
Els bastonets existeixen i s'utilitzen almenys des de la dinastia Shang (1766–1122 aC). No obstant això, l'historiador de la dinastia Han Sima Qian va escriure que és probable que els bastonets també es fessin servir a la dinastia Xia anterior i fins i tot a la cultura Erlitou anterior, encara que trobar proves arqueològiques d'aquesta època és increïblement difícil.
Les primeres proves de bastonets descoberts fins ara consisteixen en sis bastonets, fets de bronze, de 26 centímetres de llarg i entre 1,1 i 1,3 centímetres d'ample, trobats a les excavacions de les Ruïnes de Yin prop d'Anyang (Henan). Estan datats aproximadament l'any 1200 aC, durant la dinastia Shang. Se suposa que s'havien utilitzat per cuinar. La referència textual més antiga coneguda sobre l'ús de bastonets prové del Han Feizi, un text filosòfic escrit per Han Fei (c. 280–233 aC) al segle III aC.
L'àmplia difusió dels bastonets a la cultura xinesa s'atribueix de vegades a la filosofia confuciana que posa èmfasi en l'harmonia familiar com a base de l'ordre civil. El mateix Confuci deia suposadament que els ganivets són per als guerrers, però els bastonets són per als erudits, i el seu successor Menci està relacionat amb l'aforisme "l'home honrat i recte s'allunya tant de l'escorxador com de la cuina... I no permet ganivets a la seva taula". La referència de Confuci als bastonets al seu Llibre dels ritus suggereix que aquests articles eren àmpliament coneguts durant el període dels Estats Combatents (c. 475–221 aC).

### Com a estris de cuina

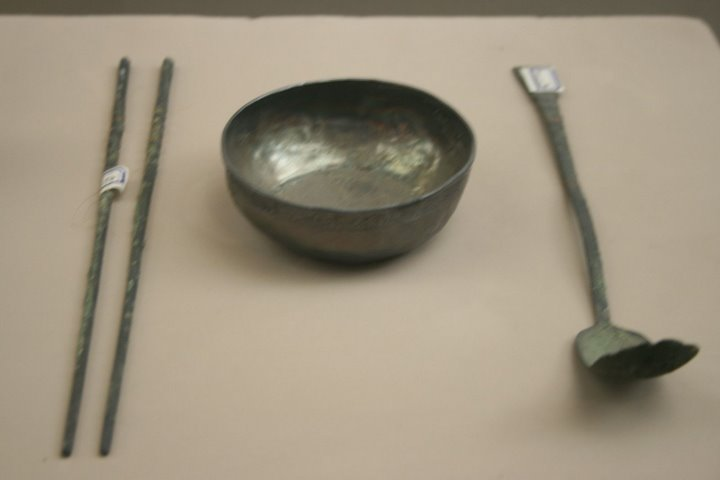
Bastonets, cullera i bol de plata de la dinastia Song

Els primers bastonets es feien servir per cuinar, remoure el foc, servir o agafar trossos de menjar, i no com a estris de menjar. Una de les raons va ser que abans de la dinastia Han, el mill era predominant a la Xina del Nord, Corea i parts del Japó. Mentre que els bastonets s'utilitzaven per cuinar, en aquella època es menjaven farinetes de mill amb culleres. :29-35 L'ús dels bastonets a la cuina continua fins als nostres dies.
Els Ryōribashi (料理箸?) són bastonets de cuina japonesos utilitzats a la cuina japonesa. Es fan servir en la preparació de menjar japonès, i no estan dissenyats per menjar. Aquests bastonets permeten manipular aliments calents amb una sola mà i s'utilitzen com els bastonets normals. Tenen una longitud de 30 centímetres o més i es poden enganxar amb una corda a la part superior. Normalment estan fets de bambú. Per fregir, però, es prefereixen els bastonets metàl·lics amb nanses de bambú, ja que les puntes dels bastonets de bambú normals es descoloreixen i es fan greixos després d'utilitzar-los repetidament en oli calent. Les nanses de bambú protegeixen de la calor.
De la mateixa manera, els cuiners vietnamites utilitzen Đũa cả (𥮊奇</link>) o "grans bastonets" a la cuina, i per servir l'arròs de l'olla.

### Com a estris de menjar

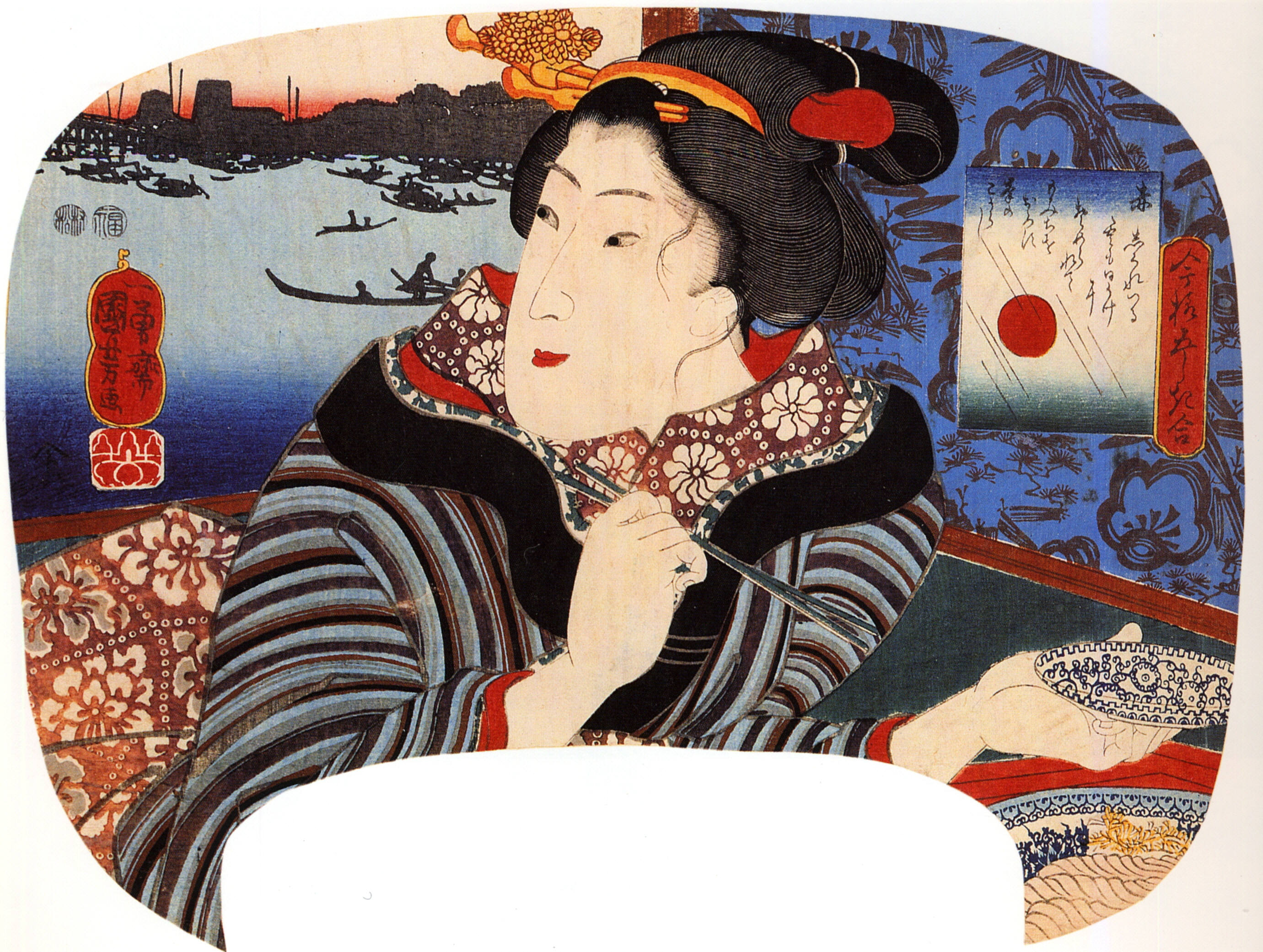
Pintura d'una dona japonesa amb bastonets, d'Utagawa Kuniyoshi

Els bastonets van començar a utilitzar-se com a estris de menjar durant la dinastia Han, a mesura que augmentava el consum d'arròs. Durant aquest període, les culleres es van continuar fent servir juntament amb els bastonets com a estris de menjar als àpats. No va ser fins a la dinastia Ming que els bastonets van entrar en ús exclusiu tant per servir com per menjar. Aleshores van adquirir el nom de kuaizi i la forma actual.  : 6-8 

### Propagació arreu del món
L'ús dels bastonets com a estris de cuina i de menjar es va estendre per l'est i el sud-est asiàtic al llarg del temps. Estudiosos com Isshiki Hachiro i Lynn White han observat com el món estava dividit en tres costums gastronòmics o esferes culturals alimentàries. Hi ha els que mengen amb els dits, els que fan servir forquilles i ganivets, i després hi ha l'"àmbit cultural dels bastonets", format per la Xina, Japó, Corea i Vietnam.:1-3, 67-92 : 1-3, 67-92 
A mesura que els xinesos van emigrar, van estendre l'ús dels bastonets com a estris de menjar als països del sud i el sud-est asiàtic com Brunei, Cambodja, Laos, Nepal, Malàisia, Myanmar, Singapur i Tailàndia. A Singapur i Malàisia, els xinesos ètnics consumeixen tradicionalment tots els aliments amb bastonets, mentre que els indis ètnics i els malais (especialment a Singapur) utilitzen els bastonets principalment per consumir plats de fideus. En general, l'ús de bastonets, una cullera o una forquilla és intercanviable en aquestes regions. A Laos, Myanmar, Tailàndia i Nepal, els bastonets s'utilitzen generalment només per consumir fideus. : 1–8 
De la mateixa manera, els bastonets s'han fet més acceptats en relació amb el menjar asiàtic a tot el món, a Hawaii, la costa oest d'Amèrica del Nord, i ciutats amb comunitats asiàtiques d'ultramar arreu del món.
La referència europea més antiga als bastonets es troba al portuguès Suma Oriental de Tomé Pires, que va escriure el 1515 a Malaca: "Ells [els xinesos] mengen amb dos pals i el bol de terrissa o de porcellana a la mà esquerra a prop de la boca, amb el dos pals per xuclar. Aquesta és la manera xinesa de fer-ho".

## Mode d'ús

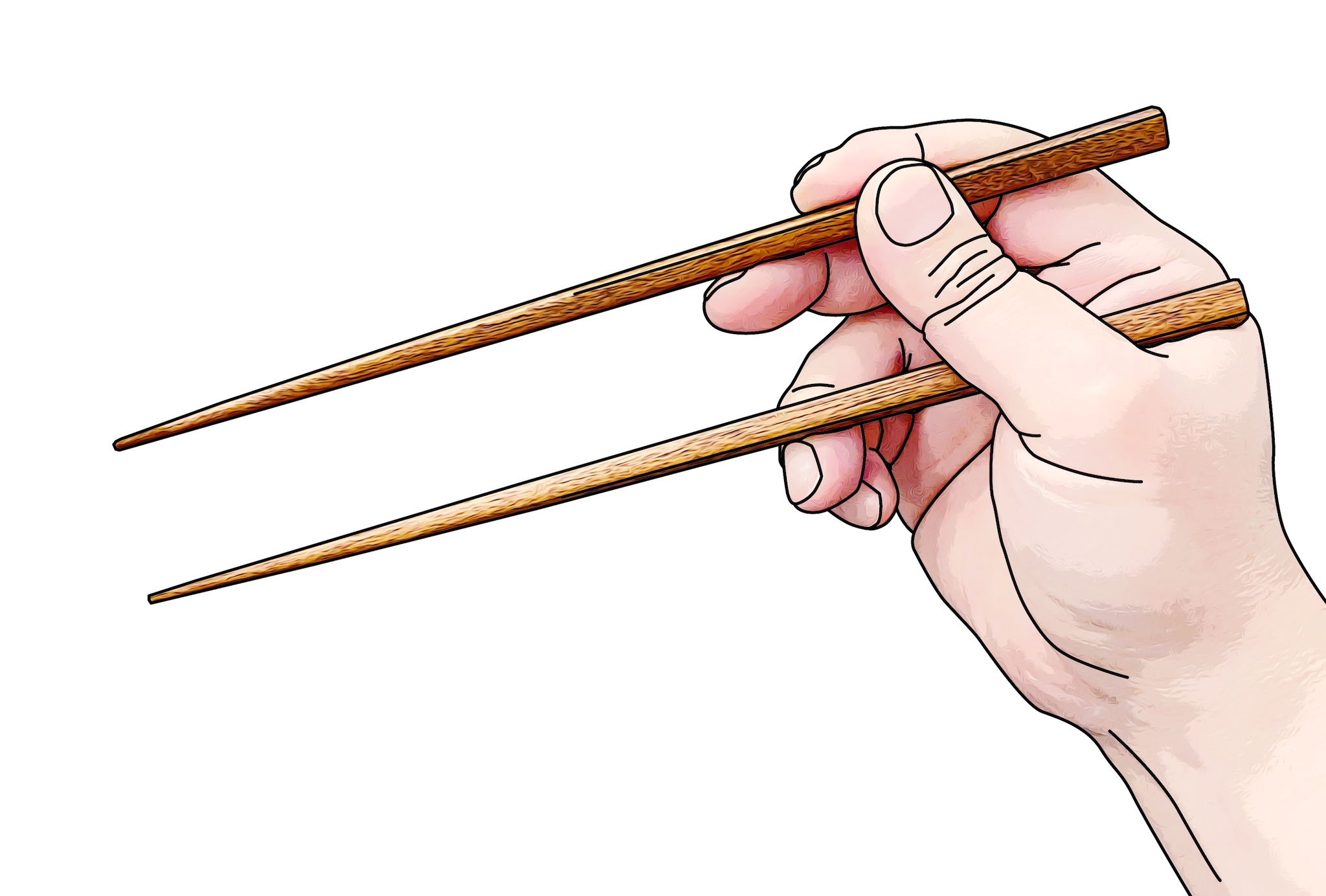
Aquesta és la manera estàndard d'agafar els bastonets.

Tant els usuaris de tota la vida com els aprenents adults, arreu del món, sostenen els bastonets de més d'una manera. Però hi ha un consens general sobre que la manera estàndard d'agafar-los és la manera més eficient de fer-ho.
Independentment de si els usuaris fan servir l'empunyadura estàndard o un dels molts agafadors alternatius, els seus objectius són els mateixos. Agafen els dos pals a la mà dominant, assegurats per diversos dits i parts de la mà, de manera que els bastonets es converteixen en una extensió de la mà. Tsung-Dao Lee, Premi Nobel de Física, ho va resumir així: "Tot i que són senzills, els dos pals utilitzen perfectament la física del palanquejament. Els escuradents són una extensió dels dits humans. Sigui el que puguin fer els dits, els escuradents també ho poden fer".:14
Les maneres alternatives difereixen en la seva eficàcia a l'hora d'agafar aliments. Es diferencien en la quantitat de potència de pinçament que poden generar. Alguns agafadors poden generar una força d'extensió substancial cap a l'exterior, mentre que d'altres no poden fer-ho.

### Manera estàndard d'agafar-los
L'adherència estàndard demana que el bastonet superior s'agafi amb la punta del dit polze, la punta del dit índex i el dit mitjà. Aquests tres dits envolten el pal superior per tres costats i fixen el pal com si sustentessin un bolígraf. Els tres dits, utilitzats com de manera similar a un trípode, poden moure i girar el pal superior, com si fos una extensió seva. L'extrem posterior del pal superior es recolza a la base del dit índex.
El bastonet inferior, però, generalment roman immòbil. Està assegurat per la base del polze, que pressiona el pal contra el dit anular i contra un altre dit. Per tant, el polze fa una doble funció. Sosté immòbil el pal inferior i, al mateix temps, també mou el pal superior. El polze s'ha d'aplanar, per tal de realitzar aquesta doble funció.

### Aprenentatge d'utilització
En les cultures que fan servir els escuradents, aprendre a fer servir els escuradents forma part del procés de desenvolupament del nen. La manera correcta d'utilitzar els escuradents se sol ensenyar dins de la família. Però molts nens petits troben les seves pròpies maneres de manejar els escuradents en el procés. Hi ha una varietat d'ajudes d'aprenentatge que els pares compren per ajudar els seus fills a aprendre a utilitzar correctament els bastonets.
Els estudiants adults, d'altra banda, poden adquirir l'habilitat mitjançant l'ajuda personal dels amics o a partir d'instruccions impreses a les mànigues d'embolcall d'alguns bastonets d'un sol ús. Diverses plataformes d'allotjament de vídeos també ofereixen una gran quantitat de vídeos sobre com aprendre a fer servir els bastonets. Tanmateix, els estudiants adults també troben sovint les seves pròpies alternatives per agafar els bastonets.
En general, les ajudes d'aprenentatge intenten guiar els estudiants cap a l'adherència estàndard establerta. Aquestes ajudes intenten il·lustrar o fer complir la palanca mecànica d'adherència estàndard adequada.

### Gama completa de moviments
El procés d'aprenentatge sol començar amb una correcta col·locació inicial dels dits, per agafada estàndard. És crucial que els alumnes entenguin com subjectar amb força els dos pals a la mà, com a extensions dels dits.
El següent pas consisteix a aprendre el moviment correcte dels dits, per tal de moure el pal superior de la postura tancada on les puntes dels escuradents es toquen, a la postura oberta on les puntes s'estenen molt entre si per abraçar els aliments. La postura oberta i la postura tancada defineixen els dos extrems del moviment d'adherència estàndard màxim. En la majoria de les situacions de menjar, les puntes dels bastonets no s'han d'allargar tant.
Tant la col·locació dels dits com el moviment d'adherència estàndard depenen de l'aplanació del polze. Amb aquesta postura del polze pla, la base del polze pot exercir prou força per fixar el pal inferior contra l'artillet del dit anular i contra el purlicue. Al mateix temps, la punta del polze empeny cap enrere contra el dit índex i l'artillet del dit mig, mentre tots tres manegen el pal superior en concert.
La forma del polze pla és tal que s'evita que el pal inferior es tregui solt i s'acosti poc a poc al pal superior, durant el moviment d'adherència estàndard repetit. Mantenir els dos escuradents prou separats, al lloc on es creuen amb el polze, és important per a l'adherència estàndard. En la postura oberta, permet que les puntes s'estengui molt entre si, sense que els extrems posteriors dels escuradents xoquin. En la postura tancada, permet un millor control de les puntes dels bastonets.

### Suports d'aprenentatge

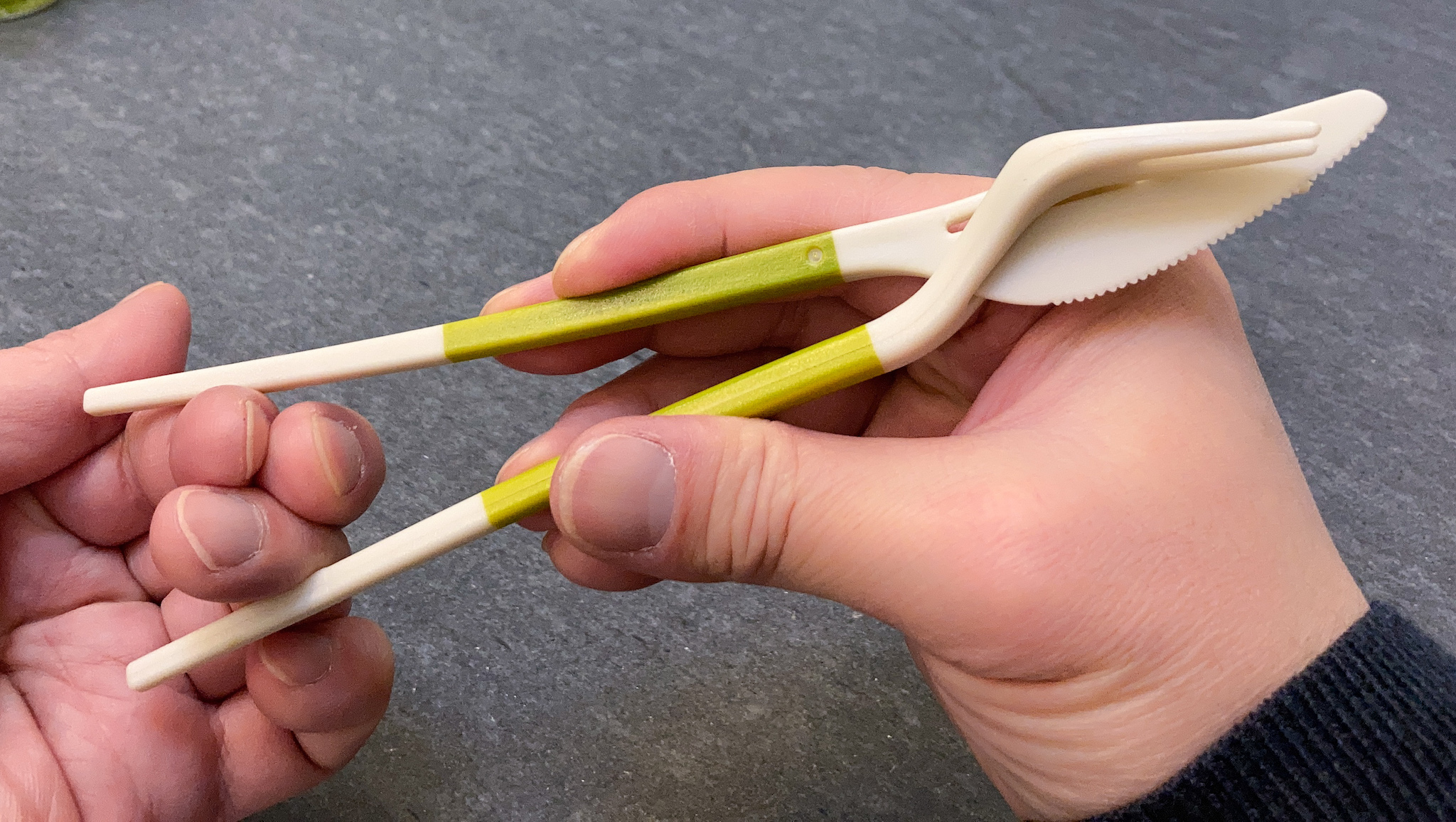
Ajudes d'aprenentatge semblants a unes pinces

L'ajuda per a l'aprenentatge d'agafar els bastonets més popular és, sens dubte, el model de màniga d'embolcall i goma, que s'utilitza als restaurants d'Àsia oriental d'arreu del món. Aquests són majoritàriament operats com pinces o pinces. Tot i que són útils per recollir aliments, no ajuden els estudiants a adquirir l'adherència estàndard. Al mercat es poden trobar molts invents d'escuradents similars, com ara Kwik Stix. Alguns invents combinen altres estris amb escuradents. Aquests inclouen The Chork, els escuradents de forquilla i ganivet, etc.
Algunes ajudes d'aprenentatge ajuden els estudiants amb la col·locació inicial dels dits, segons la presa estàndard. Això es pot fer fent "dit índex", "punta del polze" o etiquetes equivalents als llocs adequats dels escuradents. Sovint, aquests escuradents tindran solcs en forma de dits tallats en pals, per ajudar encara més els estudiants a trobar la ubicació adequada. Altres escuradents per a la col·locació dels dits, en canvi, tallen solcs circumferencials en pals, en lloc dels en forma de dits.
Algunes ajudes d'aprenentatge permeten als usuaris manejar dos pals com a extensions dels dits, sense la dinàmica exacta dels dits requerida per l'adherència estàndard. Alguns models proporcionen cèrcols a través dels quals els dits poden moure l'escuradents superior com a exoesquelet d'aquests dits. Altres models utilitzen pestanyes en forma de dit per aconseguir el mateix, tant per als pals superiors com els inferiors. Altres models, però, combinen les funcions de col·locació dels dits amb les anteriors. Normalment, aquests models connecten els dos escuradents amb un pont i una frontissa, subjectant els dos escuradents en la configuració correcta en nom dels usuaris.